# Zulu (film 2013)
Zulu è un film del 2013 diretto da Jérôme Salle.
La pellicola, con protagonisti Orlando Bloom e Forest Whitaker, è la trasposizione cinematografica dell'omonimo romanzo di Caryl Ferey.

## Produzione
Le riprese del film sono iniziate il 24 settembre 2012.

## Distribuzione
Il 15 maggio 2013 vengono pubblicate le prime due clip estratte dal film insieme ad alcune foto ufficiali.
La pellicola è stata presentata fuori concorso alla 66ª edizione del Festival di Cannes il 26 maggio 2013.